# 타메르 바유미
타메르 살라 알리 압두 바유미(아랍어: تامر بيومى, 1992년 4월 12일 ~ )은 이집트의 태권도 선수이다. 2004년 하계 올림픽 태권도에 참가하여 스페인의 준 안토니오 라모스를 상대로 승리하여 동메달을 획득하였다.

## 같이 보기
- 2004년 하계 올림픽 이집트 선수단